# Штубичке пивнице
Штубичке пивнице се налазе на око 5 километара од Неготина, а 15 километара од истоименог села Штубик, недалеко од манастира Буково.
Осим основне намене – за боравак у време рада и бербе у винограду и чувању производа – служиле су својим власницима и као коначиште када би пазарним даном кренули у Неготин да обаве нужне послове. По памћењу локалних мештана, било их је око 400, од којих неке у власништву Јесеничана и Шаркаменчана, да би се половином овог века свеле на 260, а до наших дана очувало свега 39.
За разлику од репрезентативних, зиданих пивница Рајца и Рогљева, Штубичке су грађене као приземне дрвене зграде са тремом, које су готово нестале, и спратне са доксатом, у којих су подруми зидани ломљеним каменом, а спратни стамбени део од чатме са кровом покривеним ћерамидом. Такве пивнице подизали су Црнотравци, а потом и локални мајстори из Трњана и Штубика, од половине прошлог до првих деценија 20. века. И поред и деградирања услед запуштености, целина је задржала значајне архитектонско ликовне вредности.
Штубичке пивнице су просторна културно - историјска целина 1982. године уписана у централни регистар Србије као непокретно културно добро од изузетног значаја.